# 皇后大道 (香港)

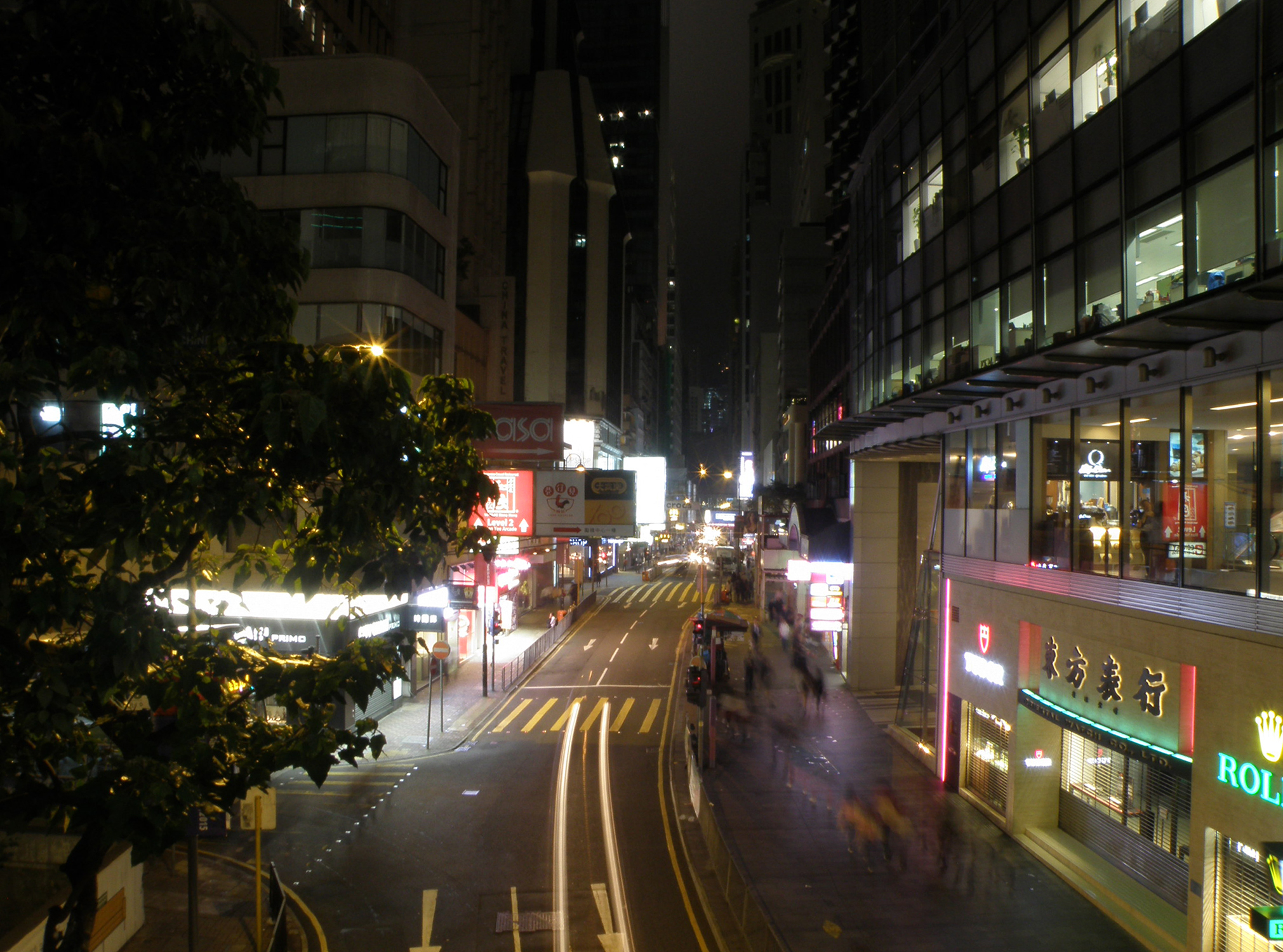
皇后大道中夜景，右方的皇后大道中100號前身為大華國貨公司

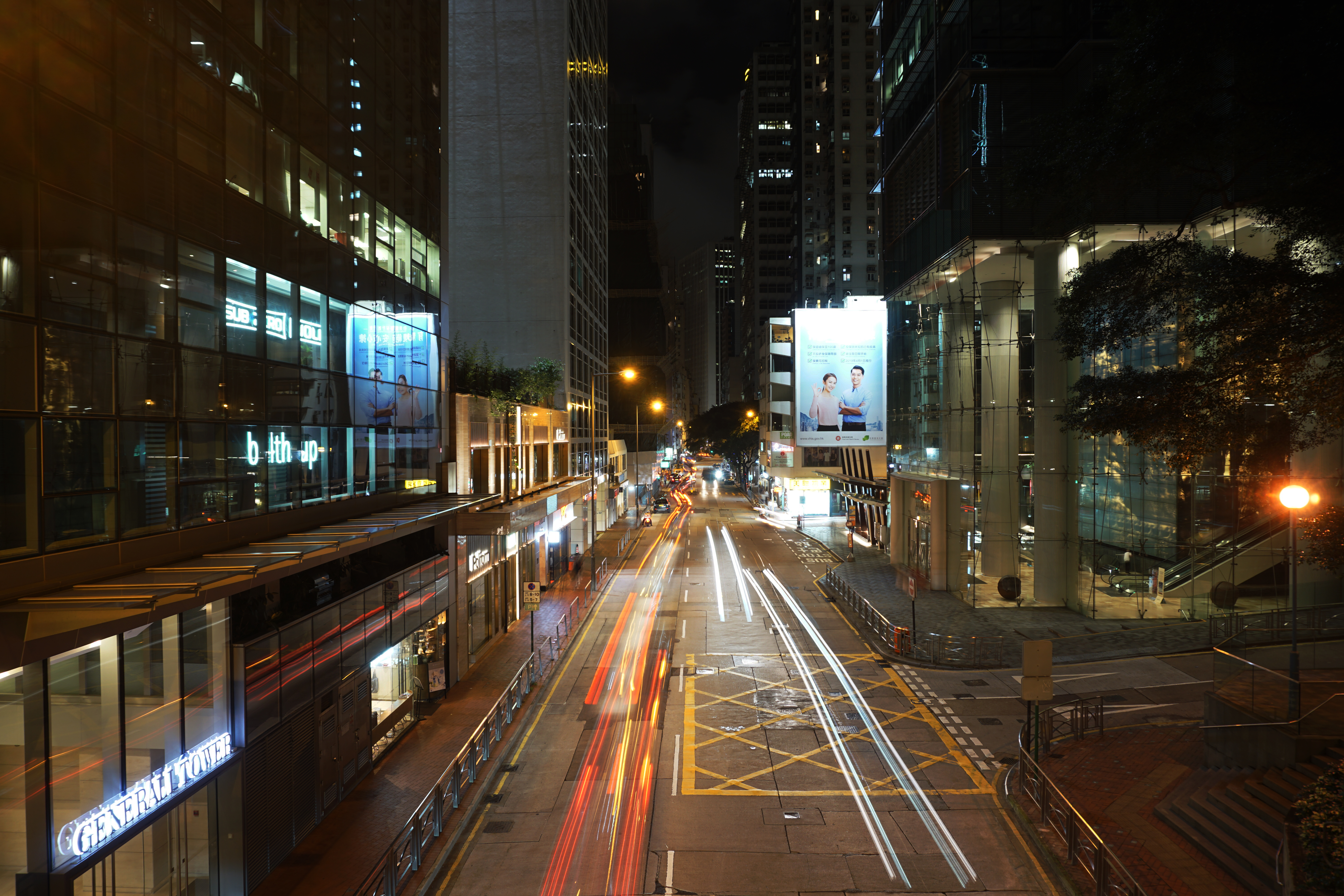
皇后大道東夜景

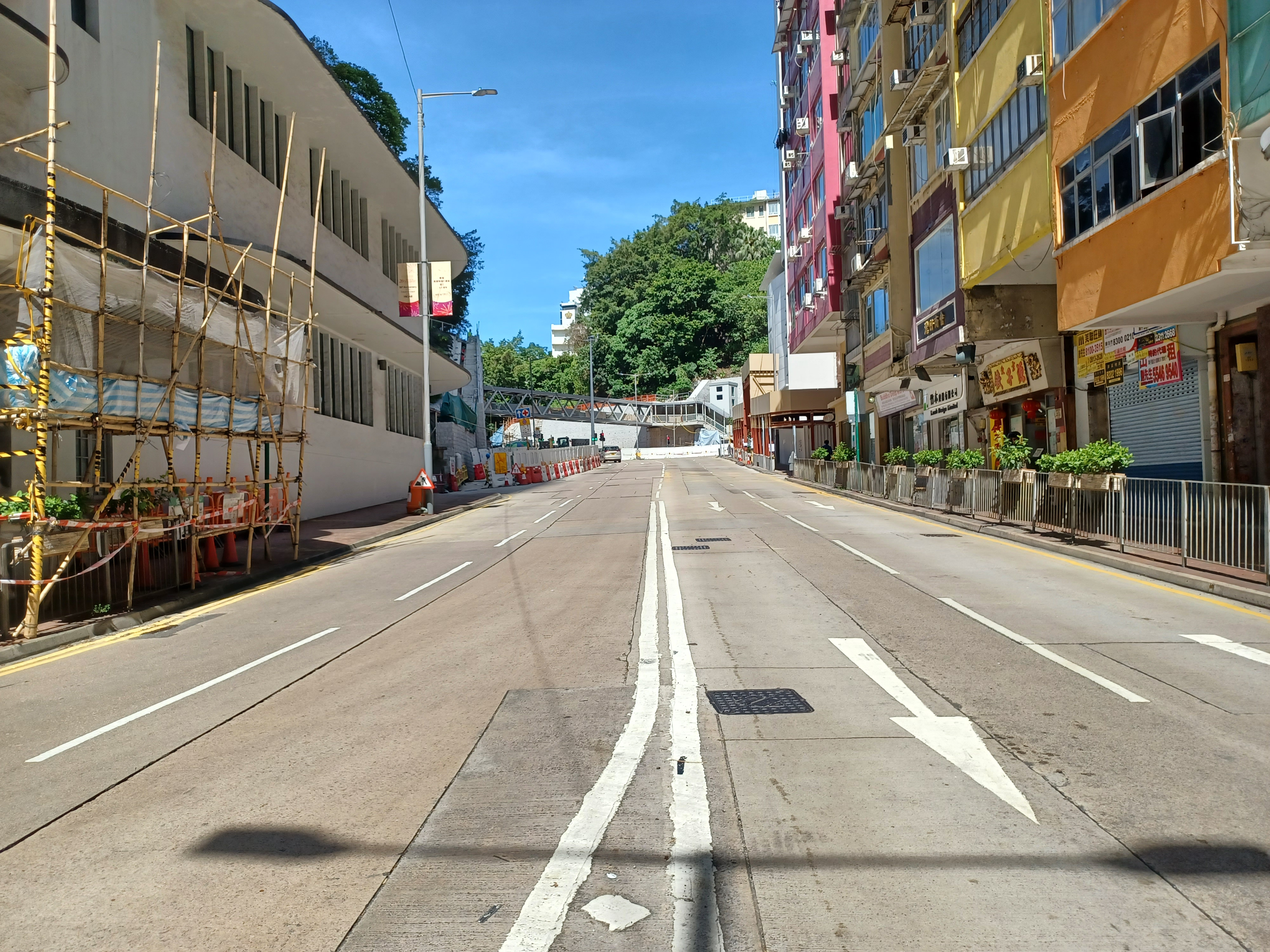
皇后大道東近石水渠街

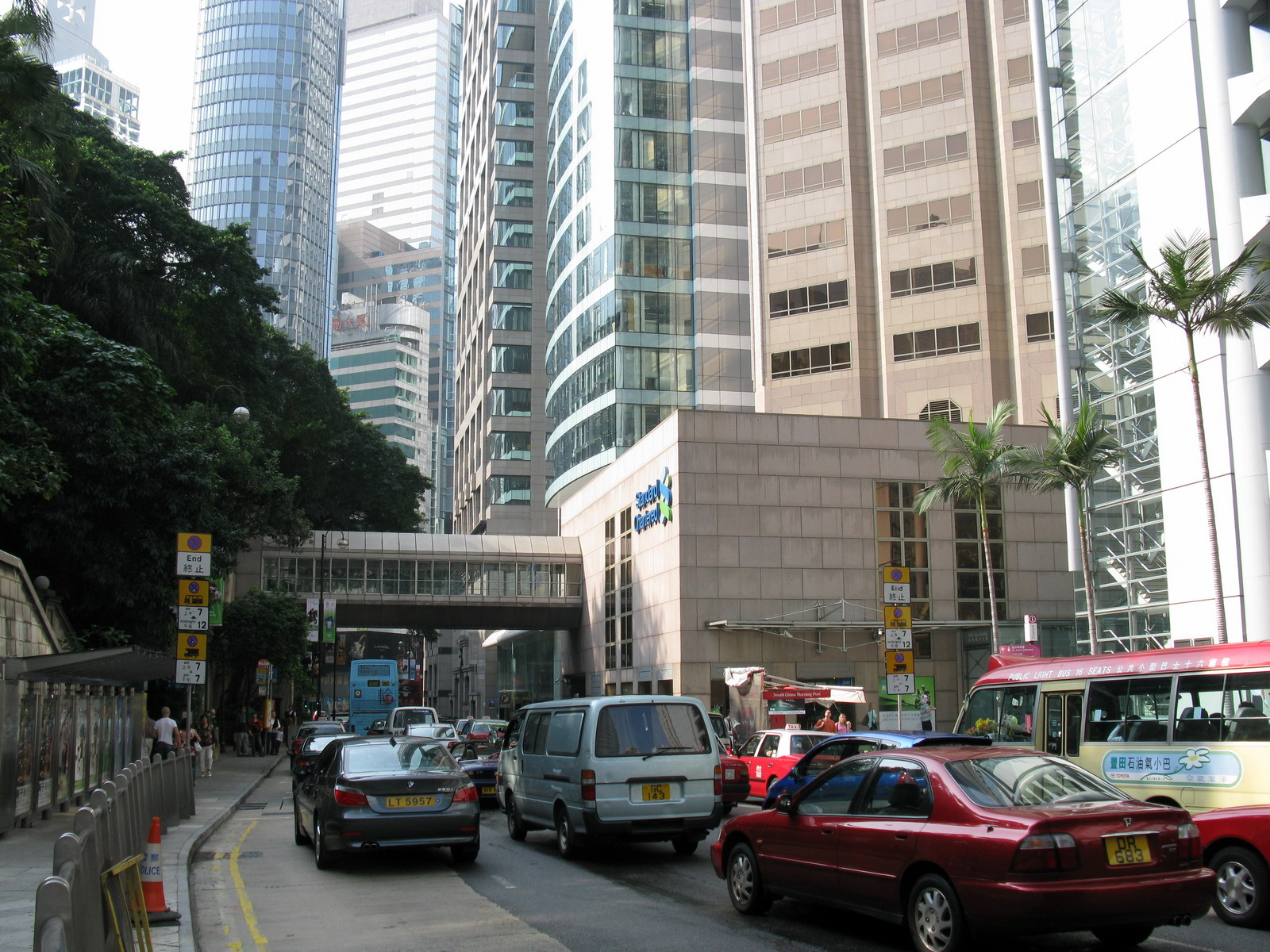
皇后大道中雪廠街方向

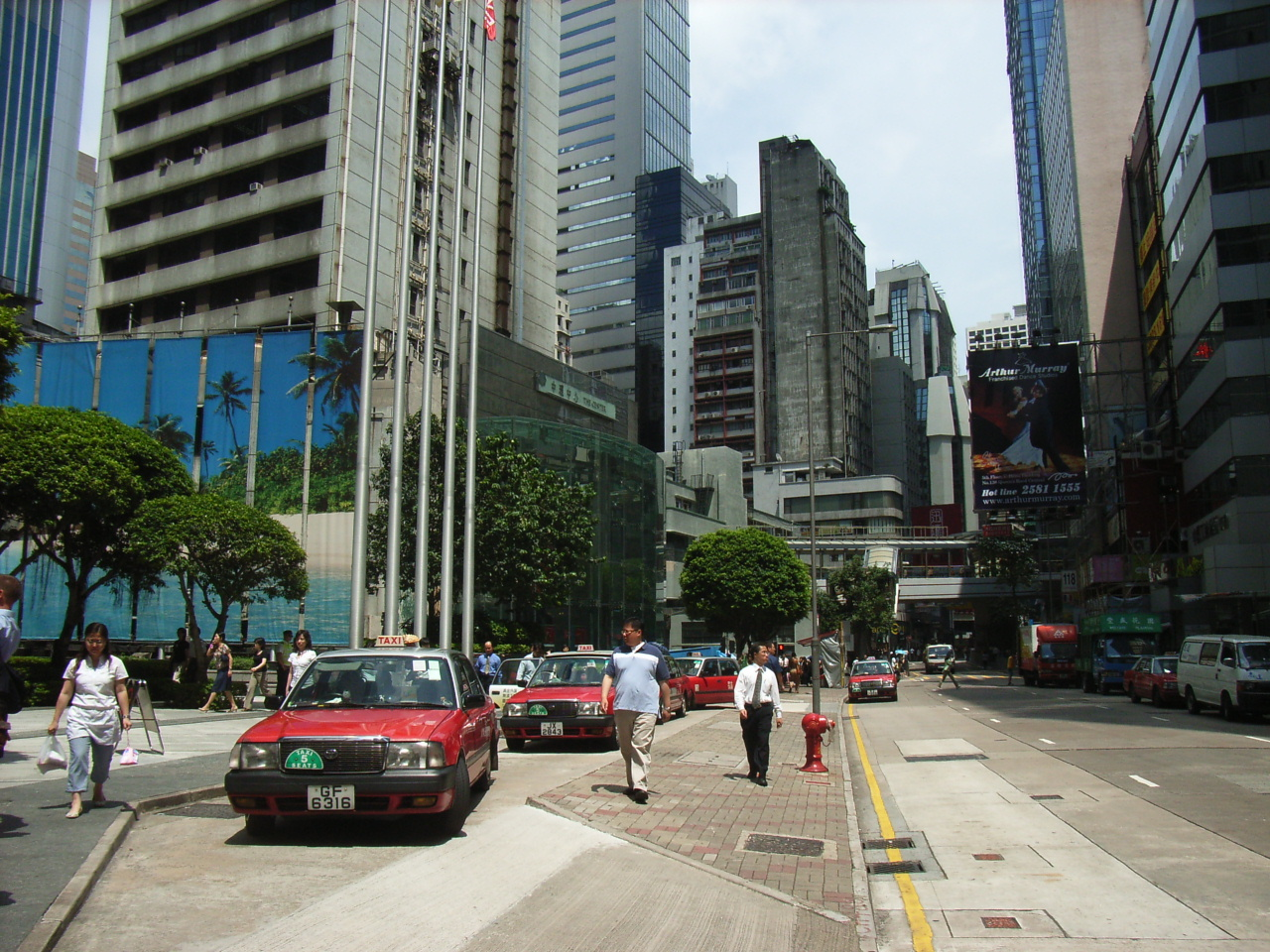
中環中心前地，盛夏中午時段的皇后大道中

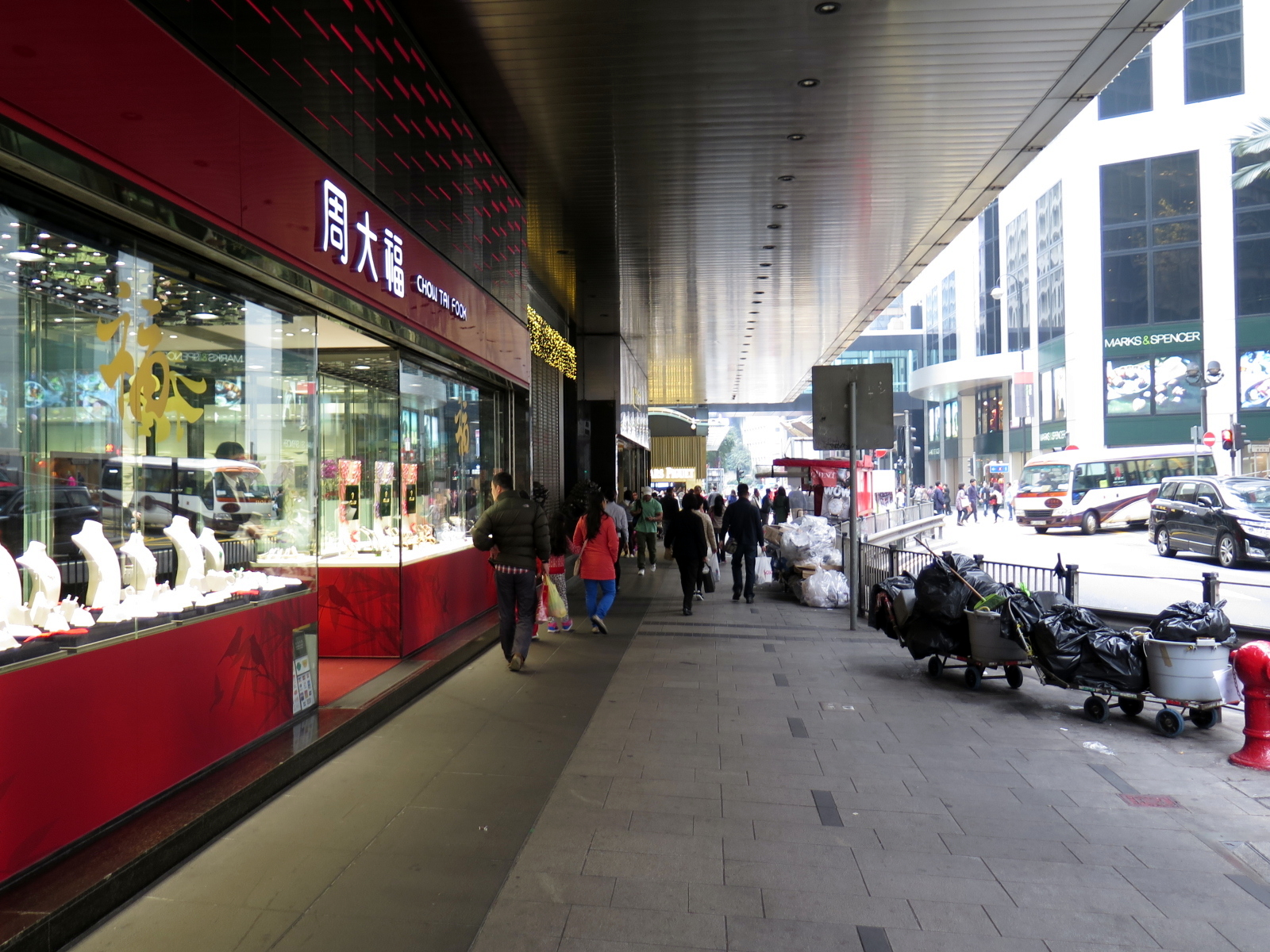
在皇后大道中中環段有不少名店，尤其在畢打街附近是珠寶金飾店的集中地

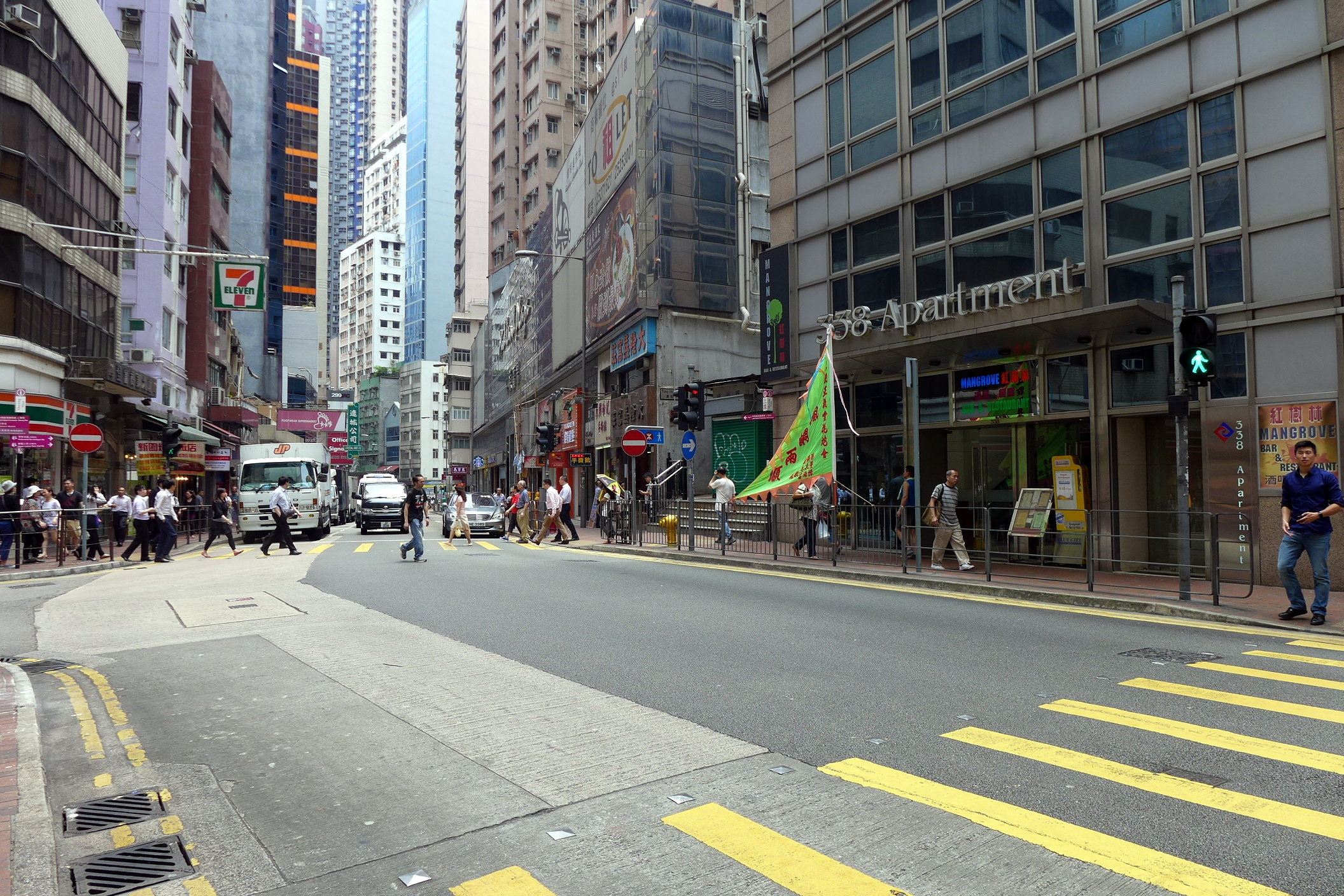
皇后大道中上環段

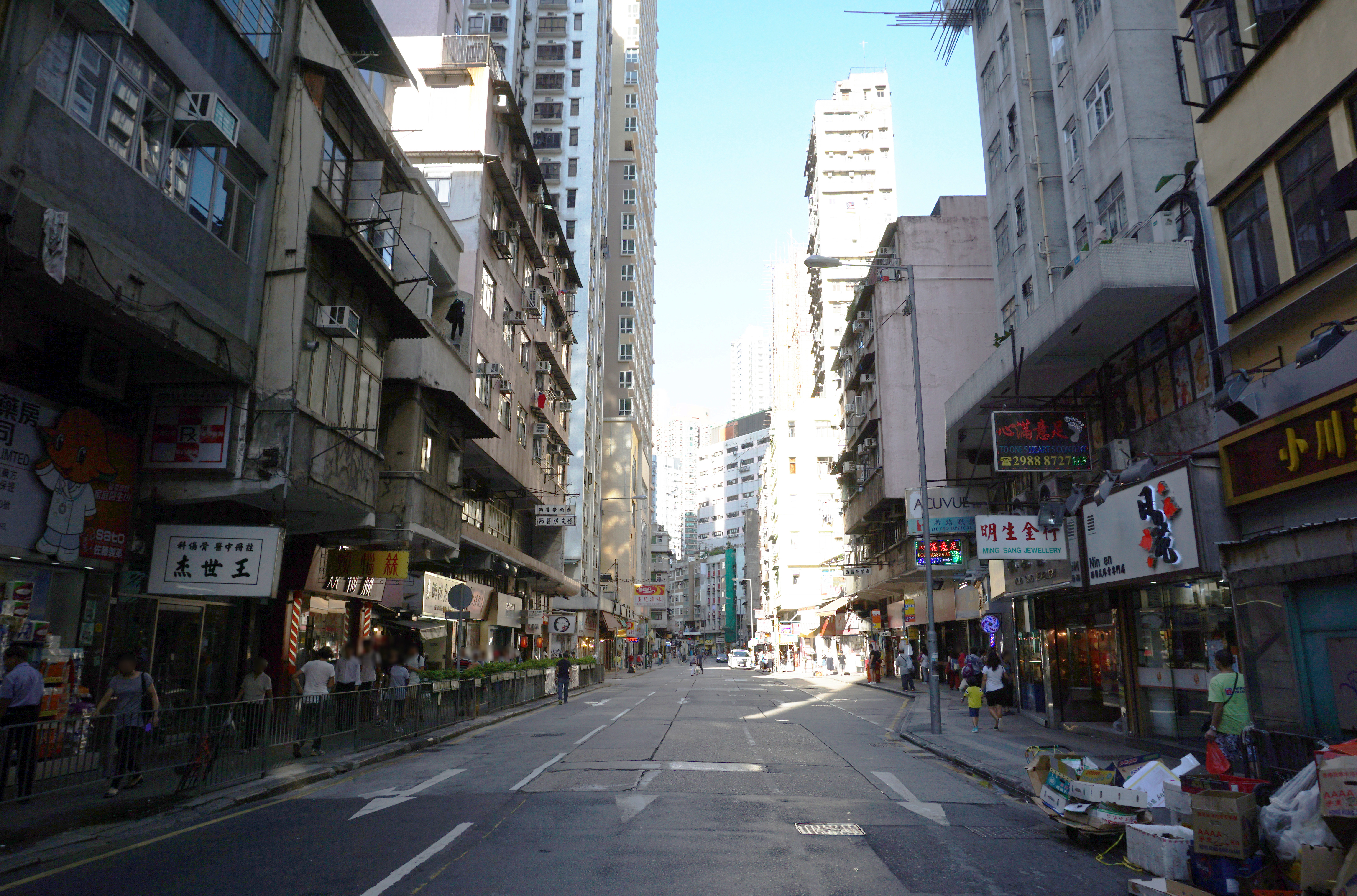
皇后大道西西營盤段

皇后大道（英語：Queen's Road）是香港開埠之後建築的第一條主要道路，位於香港島。分为皇后大道西、皇后大道中及皇后大道東（可分別簡稱為皇后大道、大道西、大道中及大道東），由中西區石塘咀一直延伸至灣仔區跑馬地，全長約5公里。

## 歷史
1841年，香港政府在香港島西營盤至中環之間以移山方式建造第一條大馬路，於1842年2月落成通車，全長4英里。這亦是香港最早的填海工程。其英文原名Queen's Road原是紀念當時的英國維多利亞女王，本應譯作「女皇大道」（與英國君主同義；香港另有一條英皇道，英文 King's Road，紀念當時的英國國王佐治五世），但因當時華人尚未有「女王」的概念，因此華人師爺將道路名譯為「皇后大道」。另一種解釋稱，英文Queen亦可指「男性君主的配偶」；「后」於夏朝亦有「君王」之意。港英政府曾於1890年就譯名作出說明，但道路原中文名稱還是沿用至今。香港日治時期，皇后大道曾被改名為「明治通」。
後來皇后大道向東及西伸展，是由中環德輔道中交界至上環水坑口街稱為皇后大道中。西面伸延，由上環水坑口街至石塘咀卑路乍街命名為皇后大道西；而由德輔道中交界到跑馬地黃泥涌道伸延的稱為皇后大道東 （下稱皇東，英文縮寫QRE）。當中由德輔道中至灣仔軍器廠街一段皇后大道東在1960年代末改建後，改成為金鐘道（Queensway）。
皇后大道今天仍然為香港市區的主幹道。香港上海匯豐銀行總行一直位於皇后大道中1號，而渣打銀行香港總行則一直位於皇后大道中3號。皇后大道亦曾被稱為「大馬路」，而大道東亦在1982至84年間成為通往香港仔隧道之主要通道，相對之後興建的堅尼地道為「二馬路」，寶雲道則為「三馬路」。
2007年，國際時裝品牌H&M在卡佛大廈開設首間分店後，皇后大道中逐漸成為國際時裝品牌新晉的集中地，亦帶動該處租金急升。國際品牌COACH、Hugo Boss、GAP、Abercrombie & Fitch、ZARA及Brunello Cucinelli先後進駐該處。2012年12月，明報報道英國著名時尚品牌TOPSHOP2013年5月將進駐香港，於泛海大廈開設大中華首個旗艦店。該店為雙層商舖，總面積1.2萬平方呎，市傳月租高達380萬元。
2013年，路政署建議於同年年底起在皇后大道中介乎萬邦行至卡佛大廈一段長90米的行車道進行增高工程，以拉短與兩邊行人路的高度差距。施工期間，將會分為3階段實施臨時交通安排，包括全面封路、局部封路和交通改道等。首階段皇后大道中介乎戲院里至域多利皇后街一段行車道完全封閉，屆時原本經由皇后大道中西行的車輛將會改行干諾道中或者士丹利街，工程預計需時6至8日；次階段涉及重置行車道上的公用事務檢修井，預計需時一至兩個月，期間最多封閉一條行車道；第三階段則重置兩邊行人路石壆，預計進行兩至三個月，毋須封路。工程時間均安排於人流及車流比較少的星期一、二或者四晚上9時至翌日早上6時進行，之後道路就會解封。同年11月7日，路政署向中西區區議會作出諮詢。
2020年，受到2019冠状病毒病影響，時裝品牌GAP、adidas和TOPSHOP三大旗艦店約滿，不再續租，連同早前結業的Esprit時裝店，該處空置情況勢惡化。

## 沿路地標

### 皇后大道西
- 石塘咀市政大廈
- 翰林峰
- theDesk共享工作空间
- 創業中心
- 聯發商業中心
- 聖類斯中學
- 華麗海景酒店
- 西浦
- 香港今旅
- 前西區裁判法院
- 西區警署
- 帝華庭

### 皇后大道中
- 荷李活華庭
- 上環市政大廈
- 中遠大廈
- 新紀元廣場
- 中環中心
- 100QRC
- 中環至半山自動扶梯系統
- 勵精中心
- 萬宜大廈
- 怡安華人行
- 中建大廈
- 置地廣場
- 娛樂行
- 卡佛大廈
- 中匯大廈（28號）
- 新世界大廈（18號）
- L Place
- 皇后像廣場
- 終審法院
- 遮打花園
- 渣打銀行大廈
- 香港滙豐總行大廈
- 中國銀行大廈（註：新中銀大廈位於香港金鐘花園道1號）
- 長江集團中心

### 皇后大道東
- 太古廣場三期
- 東美中心
- 灣仔洪聖廟
- 囍匯
- QRE Plaza
- 合和中心
- 胡忠大廈
- 舊灣仔郵政局
- 港島英迪格酒店
- 陽光中心
- 驊宅
- 壹環（前身為舊灣仔街市）
- 尚翹峰
- 呂祺教育服務中心
- 香港華仁書院
- 英皇駿景酒店
- 聖若瑟小學
- 律敦治醫院
- 鄧肇堅醫院
- 伊利沙伯體育館
- 麗都酒店
- 東華三院李賜豪小學

## 交匯道路 (西至東)

### 皇后大道西
- 德輔道西、堅彌地城海旁交界
- 卑路乍街
- 日富里
- 和合街
- 山道
- 屈地街
- 興隆東街
- 廣豐里
- 安寧里 (非行車路)
- 水街
- 朝光街
- 薄扶林道
- 西邊街
- 忠正街 (連接本路一端為非行車路)
- 奇靈里 (非行車路)
- 正街
- 桂香街
- 梅芳街
- 東邊街
- 西湖里 (非行車路)
- 紫微街 (非行車路)
- 威利麻街
- 李陞街 (連接本路一端為非行車路)
- 修打蘭街 (非行車路)
- 甘雨街
- 新街
- 和風街
- 荷李活道
- 松秀西街
- 松秀東街
- 皇后街
- 發興街 (非行車路)
- 水坑口街
- 文咸東街
- 水巷 (非行車路)
- 摩利臣街、東街 (非行東路) 交界
- 急庇利街 (連接本路一端為非行車路)
- 樂古道
- 樓梯街 (非行車路)
- 禧利街 (連接本路一端為非行車路)
- 安和里
- 威靈頓街
- 文咸東街、皇后大道中交界

### 皇后大道中
- 文咸東街、皇后大道西交界
- 永和街 (連接本路一端為非行車路)
- 永吉街 (非行車路)
- 機利文新街 (非行車路)
- 士他花利街 (非行車路)
- 卑利街 (連接本路一端為非行車路)
- 嘉咸街 (連接本路一端為非行車路)
- 吉士笠街 (非行車路)
- 閣麟街
- 域多利皇后街
- 萬宜里 (非行車路)
- 砵甸乍街 (連接本路其中一端為非行車路)
- 利源西街 (非行車路)
- 利源東街 (非行車路)
- 德己立街、戲院里 (非行車路) 交界
- 雲咸街
- 畢打街
- 泄蘭街 (非行車路)
- 都爹利街
- 雪廠街
- 炮台里 (非行車路)
- 銀行街
- 德輔道中、金鐘道交界

### 皇后大道東
- 金鐘道、軒尼斯道、正義道交界
- 萬茂里
- 永豐里
- 晏頓街
- 永樂里 (非行車路)
- 蘭杜街
- 李節街
- 聖佛蘭士街
- 機利臣街
- 聯發街、適安街 (非行車路) 交界
- 船街
- 大王西街 (非行車路)、厚豐里 (非行車路)交界
- 大王東街
- 汕頭街 (連接本路其中一端為非行車路)
- 廈門街 (連接本路其中一端為非行車路)
- 春園街
- 麥加力歌街
- 太源街
- 石水渠街
- 灣仔道
- 堅彌地街
- 堅尼地道
- 律敦治醫院道
- 活道 (連接本路其中一端為非行車路)
- 司徒拔道
- 肇堅里 (非行車路)
- 黃泥涌道、摩利臣山道交界

## 交通
港鐵香港大學站至灣仔站
城巴10號線（堅尼地城↔北角）：往堅尼地城方向均途經皇后大道東，皇后大道中及皇后大道西。

## 大眾文化
1991年，台灣歌手羅大佑在香港推出粵語流行曲《皇后大道東》。這首歌曲節奏輕快，並以幽默的手法，如使用“人民”、“偉大同志”等中國共產黨用詞，以及「硬幣」（英女皇頭像）、英皇御准的賽馬等殖民地象徵，來描述香港主權移交前後香港的景況，說出香港人對香港前途的憂慮和疑惑。歌曲的副歌多次提及皇后大道：
皇后大道西又皇后大道東，皇后大道東轉皇后大道中，皇后大道東上為何無皇宮，皇后大道中——人民如潮湧。

## 歷史圖片

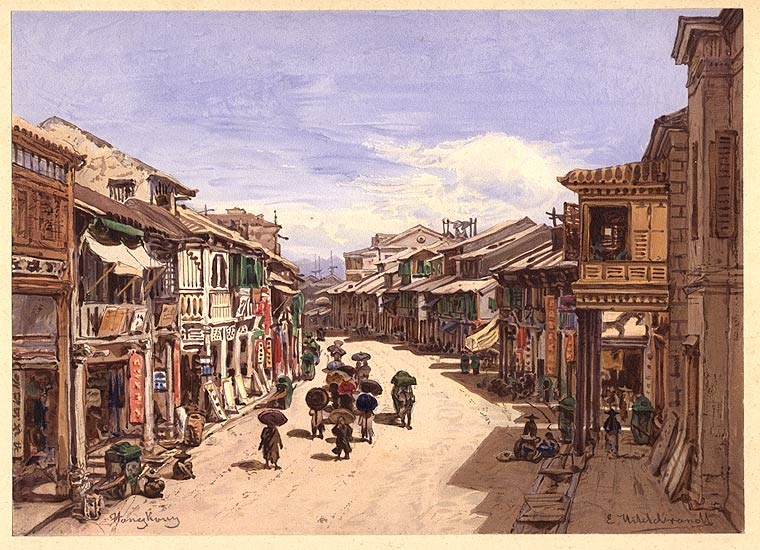
畫家筆下1865年的皇后大道中
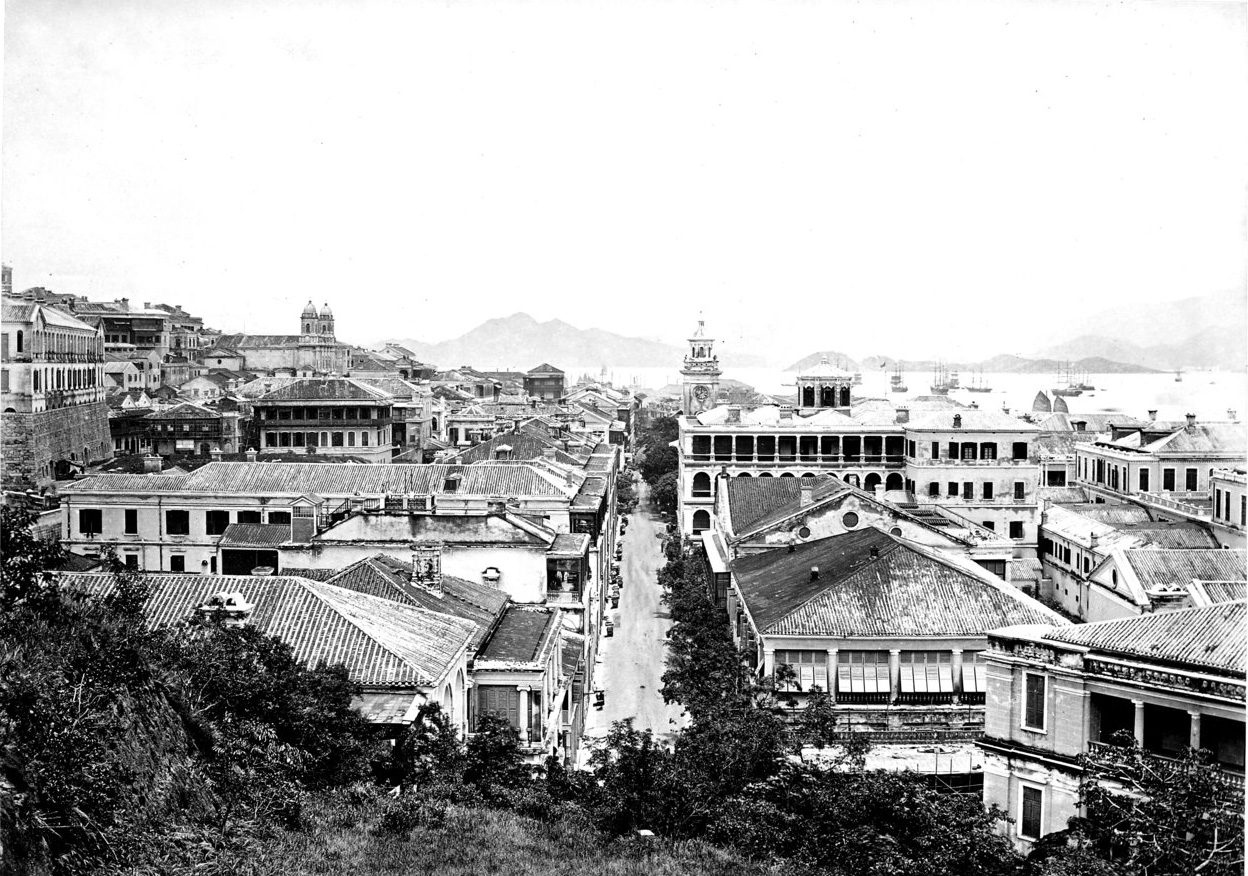
1870年代俯瞰皇后大道中
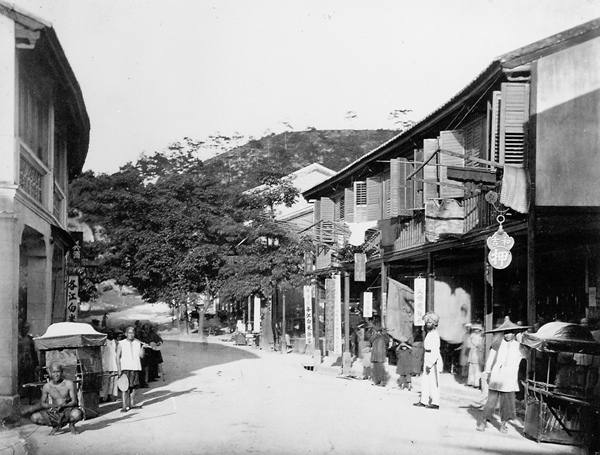
1870年代的皇后大道東
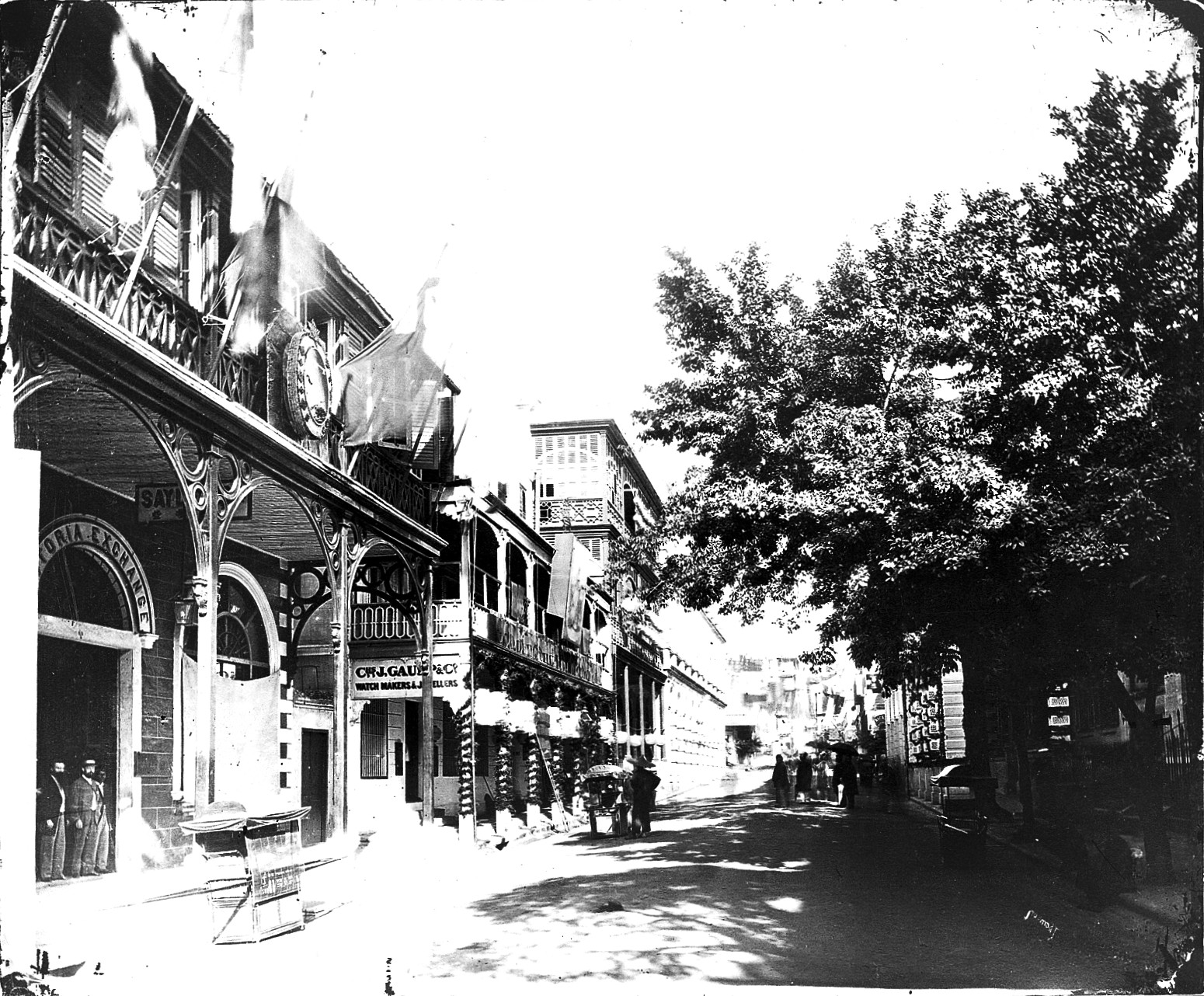
1870年代的皇后大道
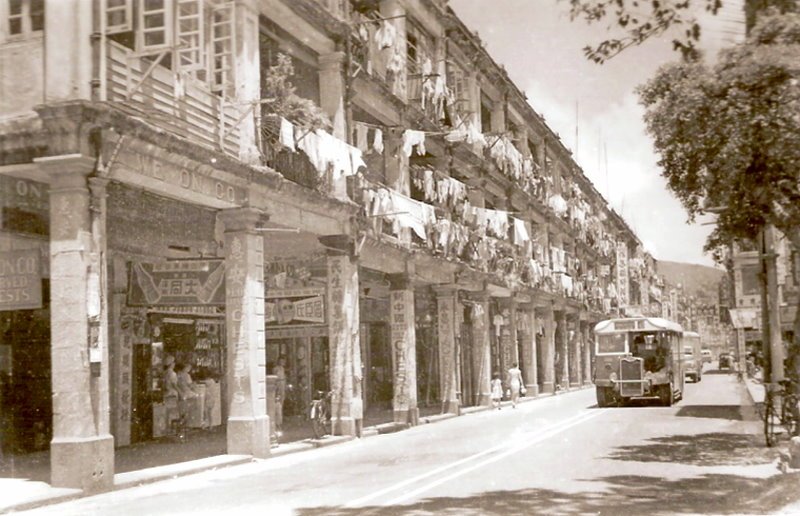
1950年代的皇后大道東
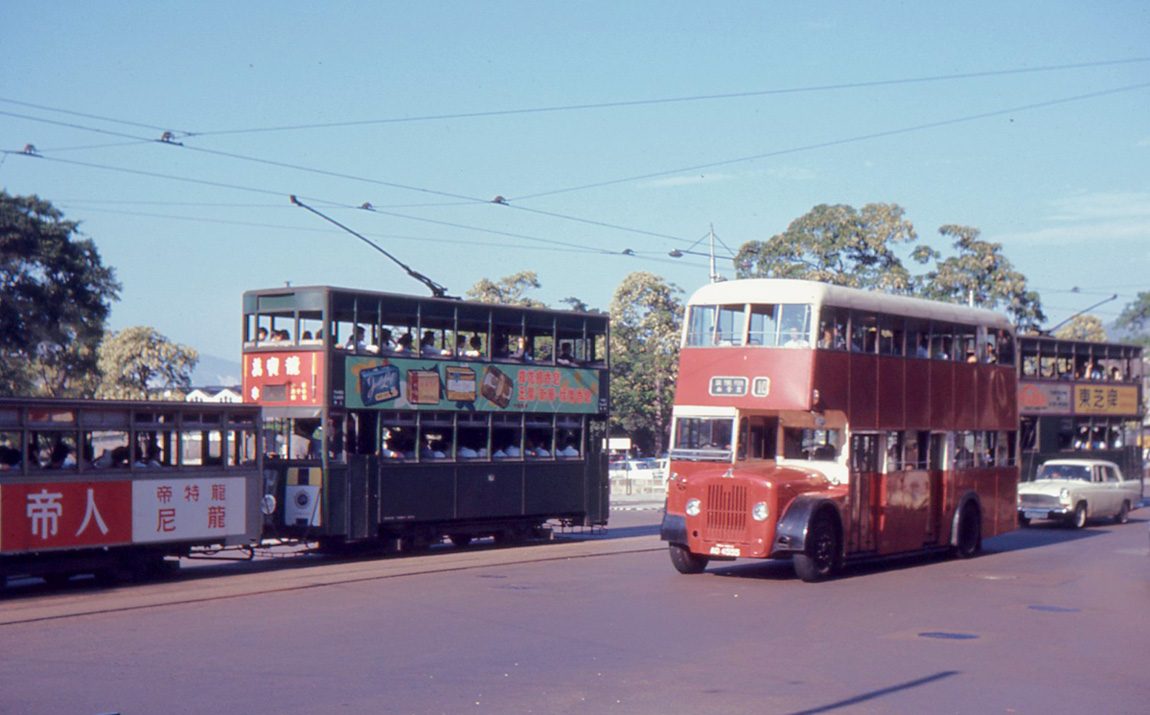
1967年皇后大道中的雙層電車（後有單層拖卡）和巴士

## 外部連結
- 维基共享资源上的相關多媒體資源：皇后大道